# Meridiano 100 oeste
El meridiano 100 oeste de Greenwich es una línea de longitud que se extiende desde el Polo Norte atravesando el Océano Ártico, América del Norte, el Océano Pacífico, el Océano Antártico y la Antártida hasta el Polo Sur.
El meridiano 100 oeste forma un gran círculo con el meridiano 80 este.
Comenzando en el Polo Norte y dirigiéndose hacia el Polo Sur, el meridiano 100 oeste pasa a través de:
| Coordenadas                         | País, territorio o mar | Notas |
| ----------------------------------- | ---------------------- | --- |
| 90°0′N 100°0′O / 90.000, -100.000   | Océano Ártico          | |
| 80°6′N 100°0′O / 80.100, -100.000   | Canadá                 | Nunavut - Isla Meighen |
| 79°52′N 100°0′O / 79.867, -100.000  | Canal de Peary         | |
| 78°44′N 100°0′O / 78.733, -100.000  | Canadá                 | Nunavut - Isla Ellef Ringnes |
| 77°48′N 100°0′O / 77.800, -100.000  | Sin nombre             | |
| 76°45′N 100°0′O / 76.750, -100.000  | Canadá                 | Nunavut - Berkeley Islands y Isla de Bathurst |
| 74°59′N 100°0′O / 74.983, -100.000  | Canal de Peary         | |
| 73°57′N 100°0′O / 73.950, -100.000  | Canadá                 | Nunavut - Isla del Príncipe de Gales |
| 71°52′N 100°0′O / 71.867, -100.000  | Canal M'Clintock       | |
| 70°35′N 100°0′O / 70.583, -100.000  | Larsen Sound           | Pasa justo al este de Isla Gateshead, Nunavut, Canadá |
| 69°58′N 100°0′O / 69.967, -100.000  | Estrecho Victoria      | |
| 69°3′N 100°0′O / 69.050, -100.000   | Canadá                 | Nunavut - Royal Geographical Society Islands |
| 68°57′N 100°0′O / 68.950, -100.000  | Golfo de la Reina Maud | Pasa justo al este de Hat Island, Nunavut, Canadá |
| 67°50′N 100°0′O / 67.833, -100.000  | Canadá                 | Nunavut Manitoba |
| 49°0′N 100°0′O / 49.000, -100.000   | Estados Unidos         | Dakota del Norte Dakota del Sur - 45°56′N 100°0′O / 45.933, -100.000 Nebraska - 43°0′N 100°0′O / 43.000, -100.000 Kansas - 40°0′N 100°0′O / 40.000, -100.000 Oklahoma - 37°0′N 100°0′O / 37.000, -100.000 Texas / Oklahoma border - 36°30′N 100°0′O / 36.500, -100.000 Texas - 34°34′N 100°0′O / 34.567, -100.000 |
| 28°0′N 100°0′O / 28.000, -100.000   | México                 | Coahuila Nuevo León Tamaulipas San Luis Potosí Tamaulipas San Luis Potosí Guanajuato Querétaro Estado de México Guerrero |
| 16°54′N 100°0′O / 16.900, -100.000  | Océano Pacífico        | |
| 60°0′S 100°0′O / -60.000, -100.000  | Océano Antártico       | |
| 71°55′S 100°0′O / -71.917, -100.000 | Antártida              | Territorio no reclamado |